# KVLY/KTHI TV Mast
KVLY/KTHI TV Mast – do 2019 roku najwyższy maszt telewizyjny świata, mierzył 628,8 metra. W 2019 roku usunięto zamontowaną na szczycie antenę VHF w ramach reorganizacji pasma częstotliwości przez FCC, co zmniejszyło jego wysokość do 605,6 m. Znajduje się 4,8 km na zachód od miejscowości Blanchard w Dakocie Północnej. Do użytku został oddany 13 sierpnia 1963 roku. 
Był najwyższą budowlą na świecie do momentu wybudowania w Polsce masztu w Konstantynowie. Po zawaleniu się masztu w Konstantynowie w 1991 odzyskał ten tytuł, natomiast w roku 2008 ustąpił miejsca budowanemu Burdż Dubaj (budynek otwarto w styczniu roku 2010 jako Burdż Chalifa).
Maszt nadaje sygnał stacji telewizyjnej KVLY (część koncernu NBC). Zasięg pokrywa obszar około 78 000 km².

## Podobne konstrukcje
- KXJB-TV mast (627,8 m) – znajduje się kilka kilometrów na południe od KVLY/KTHI TV Mast
- KXTV/KOVR Tower (624,5 m)

## Galeria

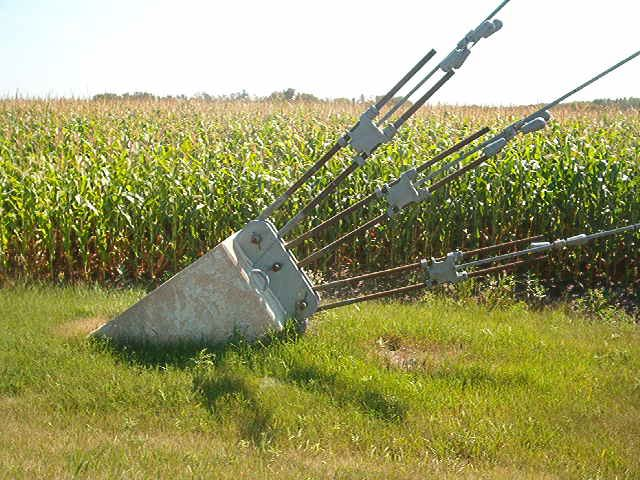
Kotwa wraz z linami odciągowymi
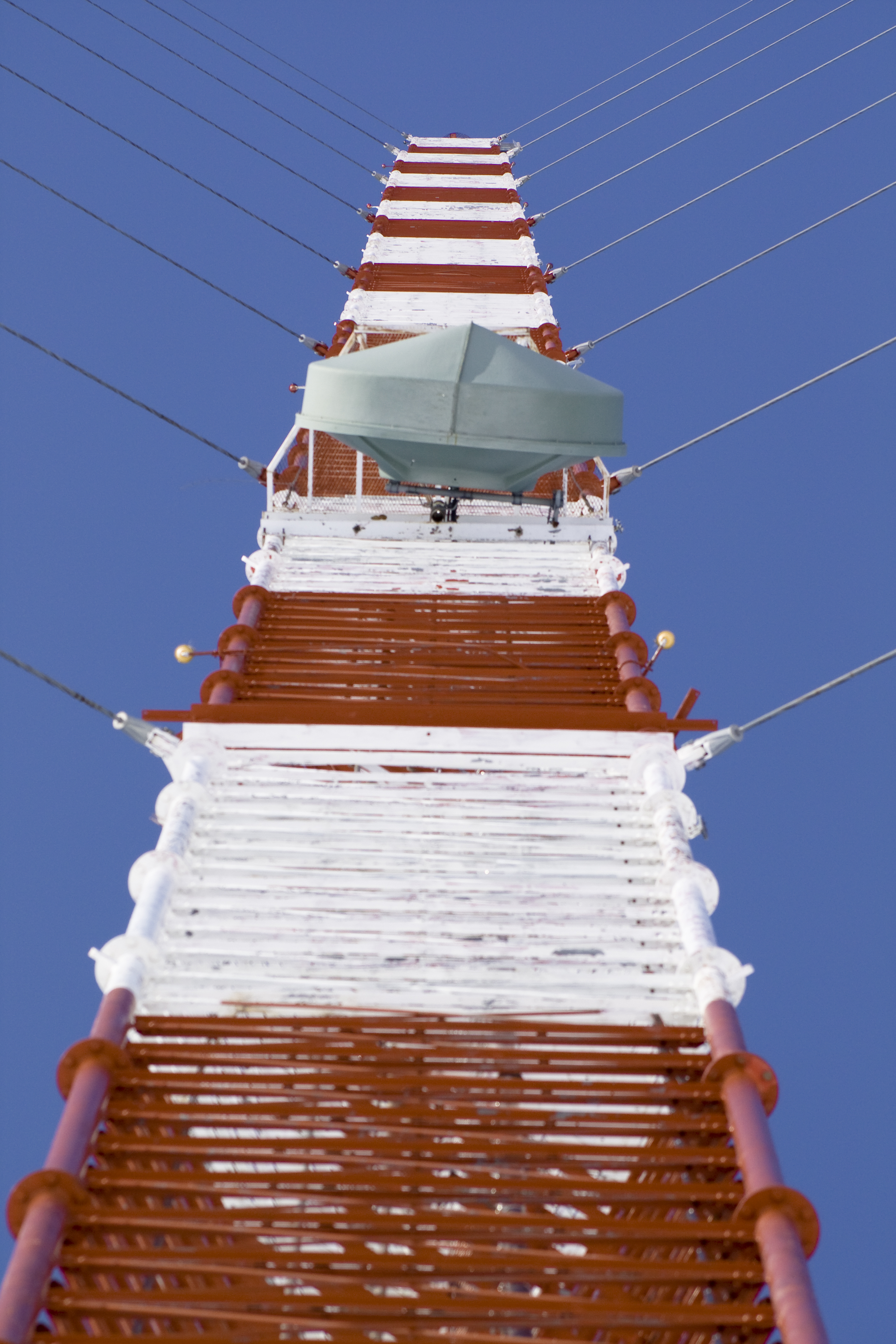
Widok na maszt z ziemi